# 行書黄州寒食詩巻
行書黄州寒食詩巻（ぎょうしょこうしゅうかんじきしかん）とは、北宋の詩人蘇軾の書。寒食帖（かんじきじょう）ともいう。
蘇軾が筆禍事件（烏台詩案）により黄州へ流罪となり、同地で3度目の寒食節を迎えて身の不遇を嘆いた詩2首を、縦34.2センチメートル、横199.5センチメートルにわたる紙本に墨書したものである。現在は台北市にある国立故宮博物院の所蔵である。

## 背景
本詩巻の作者の蘇軾は22歳のとき弟の蘇轍とともに進士に及第し、エリート官僚としての道を歩み始めた。蘇軾が政界に入ったころは、改革を推し進める王安石の新法党と、これに反対する司馬光らの旧法党が激しく争っていた（新法・旧法の争い）。「新法」とは、『周礼』が説く一国万民の政治理念、すなわち万民を斉しく天子の公民とする斉民思想に基づく、均輸法・市易法・募役法・農田水利法などの経済政策や科挙改革・学校制度の整備などの施策である。
新法に異を唱えた蘇軾は新法党から憎まれ、元豊2年（1079年）に天子を誹謗する詩を書いたとして逮捕された。厳しい取調べを受け、蘇軾も一時は死を覚悟するほどであったが、神宗の特別の計らいで黄州へ流罪となり、食事にも事欠く生活を余儀なくされた。
なお、寒食節とは冬至の後105日目に火の使用を禁じ、煮炊きをせずに作り置きの料理のみを食す風習である。

## 概説
「自我来黄州　已過三寒食（私が黄州にやってきてから三度目の寒食節が過ぎた。）」で始まる1首目は、「臥聞海棠花　泥汚燕支雪（横たわって海棠の花にそそぐ雨音を聞き、臙脂色の花びらの清らかさがむなしく泥にまみれるさまを思いやる。）」の句に代表されるように、思索的・空想的である。
これに対して、「春江欲入戸　雨勢来不已（春の長江は水かさを増して戸口に迫り、雨の勢いはおさまりそうにない。）」で始まる2首目は、「空包煮寒菜　破竈焼湿葦　那知是寒食（人気のない台所で粗末な野菜を煮ようと、壊れたかまどに湿った葦の葉をくべる。今日が寒食節とは知らなかった。）」や「也擬哭塗窮　死灰吹不起（行きづまって道なきを慟哭しようにも、冷え切った灰は吹いても燃え立たない。）」の句に代表されるように、観察的・具体的である。
2首あわせて120文字が16行にわたって書かれているが、書き進むにつれて文字が太く、かつ大きくなるのが特徴であり、蘇軾の感情の高ぶりを見てとれる。とりわけ「破竈焼湿葦」の「破竈」と「也擬哭塗窮」の「哭塗窮」の文字は極めて大きいのが印象的である。ちなみに、平成27年9月関東・東北豪雨による鬼怒川決壊を報じた「天声人語」の書き出しに「春江欲入戸　雨勢来不已」の句が引用された。
蘇軾の詩の後ろには、蘇軾の弟子でもあり友人でもある黄庭堅による跋文がある。黄庭堅はそこで、「東坡此詩太白似　猶恐太白有未到処（この詩は李白に似ているが、李白もこの域には達していない。）」とまで激賞している。この跋文もまた高い評価を受けている。

## 歴史
元後期に文宗が入手し、大都陥落にともなって明が接収した。その後民間に流出し、明中期から乾隆前期までは、韓世能・孫承択・納蘭成徳・安岐などの収集家たちが所蔵し、乾隆10年（1745年）ごろに乾隆帝が獲得した。清末期には円明園に保管され、咸豊10年（1860年）に英仏連合軍が円明園を焼いたとき、危うく焼失するところであったが、皮肉にも略奪されて民間に流失したため焼失を免れた。本紙巻下端の焼け焦げはこの時のものといわれるが、異説もある。
大正11年（1922年）に日本人菊池惺堂の手に渡り、この時も関東大震災によって焼失するところであったが、菊池が身を挺して持ち出したため、またもや焼失を免れた。これら故事については、内藤湖南による跋文にも書かれている。その後、昭和29年（1954年）ごろに王世杰が購入した。王世杰逝去後、國立故宮博物院の所蔵となった。この逸話から本詩巻は日本との関係浅からぬものとされ、平成26年（2014年）6月より東京国立博物館において開催された「国立故宮博物院展」にて展示された。